# Žernovník
Žernovník es una localidad del distrito de Blansko en la región de Moravia Meridional, República Checa, con una población estimada a principio del año 2018 de 244 habitantes. 
Se encuentra ubicada al norte de la región, a poca distancia al norte de Brno, y cerca de la orilla del río Svratka —un afluente del río Dyje el cual es afluente del Morava que, a su vez, lo es del Danubio—  y de la frontera con las regiones de Pardubice y Olomouc.